# The Fall Guy
Ne doit pas être confondu avec L'Homme qui tombe à pic ou The Fall Guy (film, 2024).
Pour plus de détails, voir Fiche technique et Distribution.
The Fall Guy est un film muet américain réalisé par Larry Semon et Norman Taurog, sorti en 1921, avec Oliver Hardy.

## Synopsis
Larry, un simple d'esprit, est confronté malgré lui à Gentleman Joe, un criminel recherché, qui tient un saloon  mal famé.

## Distribution
- Larry Semon : Larry
- Norma Nichols : Prima Donna
- Oliver Hardy : Gentleman Joe, alias Black Bart (Babe Hardy)
- Frank Alexander : Sheriff
- William Hauber
- Al Thompson